# Agusriadi Wijaya Amphie
Agusriadi Wijaya Amphie (* um 1985) ist ein indonesischer Badmintonspieler, der später für die USA startete. 

## Karriere
Agusriadi Wijaya wurde bei der US-amerikanischen Badmintonmeisterschaft 2011 Zweiter im Herreneinzel, im Folgejahr Dritter in der gleichen Disziplin. Bei den Boston Open 2012 belegte er Rang zwei im Doppel. Bei der Japan Super Series 2012 stand er im Hauptfeld des Mixeds. 